# Copa Federación de Santa Fe 2025
La Copa Federación 2025 fue la decimoctava edición de esa competición oficial, organizada por la Federación Santafesina de Fútbol, en la que participan equipos representantes de las 19 ligas afiliadas a dicha federación.
En esta edición, se elevó el número de participantes de 40 equipos y la competencia dejará de disputarse enteramente en formato de eliminación directa con la suma de una fase de grupos previa a la ronda de octavos de final. La última vez que se había utilizado este sistema en la copa fue en su edición 2011-12.
Consagró campeón al Club Centenario Mutual Social Deportivo y Biblioteca de San José de la Esquina, club afiliado a la Liga Interprovincial de Fútbol, que logró de esta manera su primer título y obtuvo la clasificación al Torneo Regional Federal Amateur 2025-26. Se definió también la clasificación a la Copa Santa Fe 2025.

## Sistema de disputa
Los 40 equipos participantes se dividieron en diez grupos de cuatro equipos cada uno. Dentro de cada grupo se enfrentaron una vez entre sí, por el sistema de todos contra todos. Según el resultado de cada partido se otorgaron tres puntos al ganador, un punto a cada equipo en caso de empate y ninguno al perdedor. 
Pasaron a la siguiente ronda el equipo mejor clasificado de cada grupo y los seis mejores segundos. Si dos o más equipos finalizaron la fase de grupos igualados en puntos, se aplicaron los siguientes criterios de desempate, en orden de aparición:
1. El mayor número de puntos obtenidos en los partidos jugados entre los equipos en cuestión.
2. La mayor diferencia de goles sumados teniendo en cuenta todos los partidos del grupo.
3. El mayor número de goles a favor anotados teniendo en cuenta todos los partidos del grupo.
4. Sorteo a realizar por los representantes de la Federación y la Comisión Organizadora.

En la fase final, los 16 equipos clasificados disputaron una serie de eliminatorias (compuestas por octavos de final, cuartos de final, semifinales y final) hasta consagrar al campeón. Si la serie finalizó empatada en el global, se definió por penales.
|                             |                             | Equipos que entran en esta fase       | Equipos que provienen de la fase anterior                                                                               |
| --------------------------- | --------------------------- | ------------------------------------- | --- |
| Fase de grupos (40 equipos) | Fase de grupos (40 equipos) | - 40 equipos de las ligas regionales. | |
| Fase final (16 equipos)     | Fase final (16 equipos)     |                                       | - 8 equipos clasificados primeros de la fase de grupos. - 6 mejores equipos clasificados segundos de la fase de grupos. |

## Equipos participantes
| Liga                                              | Equipo                                                                            | Ciudad                                               | Departamento                                |
| ------------------------------------------------- | --------------------------------------------------------------------------------- | ---------------------------------------------------- | ------------------------------------------- |
| Asociación Rosarina de Fútbol Sin equipos         |                                                                                   |                                                      |                                             |
| Liga Cañadense de Fútbol Sin equipos              |                                                                                   |                                                      |                                             |
| Liga Casildense de Fútbol Sin equipos             |                                                                                   |                                                      |                                             |
| Liga de Fútbol Regional del Sud Sin equipos       |                                                                                   |                                                      |                                             |
| Liga Departamental de Fútbol San Martín 3 equipos | Granaderos El Expreso Atlético Susanense                                          | Castelar El Trébol María Susana                      | San Martín                                  |
| Liga Deportiva del Sur 2 equipos                  | Sporting Fredriksson FBC                                                          | Bigand Firmat                                        | Caseros General López                       |
| Liga Esperancina de Fútbol 4 equipos              | Sportivo del Norte Argentino Unión Progresista Domingo F. Sarmiento               | Esperanza San Carlos Centro San Carlos Sud Sarmiento | Las Colonias                                |
| Liga Galvense de Fútbol 2 equipos                 | La Pepita Barrio Oeste                                                            | Coronda Gálvez                                       | San Jerónimo                                |
| Liga Interprovincial de Fútbol 2 equipos          | CSDM Chañarense Centenario                                                        | Chañar Ladeado San José de la Esquina                | Caseros                                     |
| Liga Ocampense de Fútbol 3 equipos                | Ex Alumnos Huracán Racing El Campesino                                            | San Antonio de Obligado Villa Ocampo                 | General Obligado                            |
| Liga Rafaelina de Fútbol 4 equipos                | Deportivo Josefina Sportivo Roca Argentino Quilmes Ben Hur                        | Josefina Presidente Roca Rafaela                     | Castellanos                                 |
| Liga Reconquistense de Fútbol 3 equipos           | Barrio Norte Juventud Adelante Reconquista                                        | Avellaneda Malabrigo Reconquista                     | General Obligado                            |
| Liga Regional Ceresina de Fútbol 3 equipos        | San Lorenzo de Ambrosetti Unión y Juventud Atlético Tostado                       | Ambrosetti Bandera (SdE) Tostado                     | San Cristóbal Belgrano (SdE) Nueve de Julio |
| Liga Regional Paivense de Fútbol 1 equipo         | Polideportivo Videla                                                              | Videla                                               | San Justo                                   |
| Liga Regional Sanlorencina de Fútbol 1 equipo     | Colón                                                                             | San Lorenzo                                          | San Lorenzo                                 |
| Liga Regional Totorense de Fútbol 2 equipos       | Alba Argentina Belgrano                                                           | Maciel Serodino                                      | San Jerónimo Iriondo                        |
| Liga Santafesina de Fútbol 4 equipos              | Juventud Unida La Salle Jobson Náutico El Quillá Universidad Nacional del Litoral | Candioti Santa Fe                                    | La Capital                                  |
| Liga Venadense de Fútbol 3 equipos                | Hughes FBC Racing Centenario                                                      | Hughes Teodelina Venado Tuerto                       | General López                               |
| Liga Verense de Fútbol 3 equipos                  | Deportivo Alejandra Calchaquí FC Carlos Gardel                                    | Alejandra Calchaquí                                  | San Javier Vera                             |

## Fase de grupos

### Zona 1
| Equipo                        | Pts. | PJ | PG | PE | PP | GF | GC | DG |
| ----------------------------- | ---- | -- | -- | -- | -- | -- | -- | -- |
| Ex Alumnos (S.A. de Obligado) | 7    | 3  | 2  | 1  | 0  | 6  | 3  | 3  |
| Adelante Reconquista          | 4    | 3  | 1  | 1  | 1  | 9  | 6  | 3  |
| Deportivo Alejandra           | 2    | 3  | 0  | 2  | 1  | 5  | 6  | -1 |
| Barrio Norte (Avellaneda)     | 2    | 3  | 0  | 2  | 1  | 4  | 9  | -5 |

| \| Fecha \| Lugar \| Local \| Resultado \| Visitante \| \| ------------ \| ---------------- \| ----------------------------- \| --------- \| ----------------------------- \| \| 26 de enero \| Reconquista \| Adelante Reconquista \| 2:2 \| Deportivo Alejandra \| \| 26 de enero \| S.A. de Obligado \| Ex Alumnos (S.A. de Obligado) \| 1:1 \| Barrio Norte (Avellaneda) \| \| 2 de febrero \| Alejandra \| Deportivo Alejandra \| 1:2 \| Ex Alumnos (S.A. de Obligado) \| \| 2 de febrero \| Avellaneda \| Barrio Norte (Avellaneda) \| 1:6 \| Adelante Reconquista \| \| 9 de febrero \| Reconquista \| Adelante Reconquista \| 1:3 \| Ex Alumnos (S.A. de Obligado) \| \| 9 de febrero \| Alejandra \| Deportivo Alejandra \| 2:2 \| Barrio Norte (Avellaneda) \| |                  |                               |           |                               |
| Fecha | Lugar            | Local                         | Resultado | Visitante                     |
| 26 de enero | Reconquista      | Adelante Reconquista          | 2:2       | Deportivo Alejandra           |
| 26 de enero | S.A. de Obligado | Ex Alumnos (S.A. de Obligado) | 1:1       | Barrio Norte (Avellaneda)     |
| 2 de febrero | Alejandra        | Deportivo Alejandra           | 1:2       | Ex Alumnos (S.A. de Obligado) |
| 2 de febrero | Avellaneda       | Barrio Norte (Avellaneda)     | 1:6       | Adelante Reconquista          |
| 9 de febrero | Reconquista      | Adelante Reconquista          | 1:3       | Ex Alumnos (S.A. de Obligado) |
| 9 de febrero | Alejandra        | Deportivo Alejandra           | 2:2       | Barrio Norte (Avellaneda)     |

### Zona 2
| Equipo                     | Pts. | PJ | PG | PE | PP | GF | GC | DG |
| -------------------------- | ---- | -- | -- | -- | -- | -- | -- | -- |
| Juventud (Malabrigo)       | 9    | 3  | 3  | 0  | 0  | 7  | 2  | 5  |
| Unión y Juventud (Bandera) | 6    | 3  | 2  | 0  | 1  | 6  | 5  | 1  |
| Huracán (Villa Ocampo)     | 3    | 3  | 1  | 0  | 2  | 5  | 6  | -1 |
| Racing El Campesino        | 0    | 3  | 0  | 0  | 3  | 2  | 7  | -5 |

| \| Fecha \| Lugar \| Local \| Resultado \| Visitante \| \| ------------ \| ------------ \| -------------------------- \| --------- \| -------------------------- \| \| 26 de enero \| Villa Ocampo \| Racing El Campesino \| 0:1 \| Juventud (Malabrigo) \| \| 26 de enero \| Bandera \| Unión y Juventud (Bandera) \| 2:1 \| Huracán (Villa Ocampo) \| \| 2 de febrero \| Malabrigo \| Juventud (Malabrigo) \| 3:0 \| Unión y Juventud (Bandera) \| \| 2 de febrero \| Villa Ocampo \| Huracán (Villa Ocampo) \| 2:1 \| Racing El Campesino \| \| 9 de febrero \| Villa Ocampo \| Racing El Campesino \| 1:4 \| Unión y Juventud (Bandera) \| \| 9 de febrero \| Malabrigo \| Juventud (Malabrigo) \| 3:2 \| Huracán (Villa Ocampo) \| |              |                            |           |                            |
| Fecha | Lugar        | Local                      | Resultado | Visitante                  |
| 26 de enero | Villa Ocampo | Racing El Campesino        | 0:1       | Juventud (Malabrigo)       |
| 26 de enero | Bandera      | Unión y Juventud (Bandera) | 2:1       | Huracán (Villa Ocampo)     |
| 2 de febrero | Malabrigo    | Juventud (Malabrigo)       | 3:0       | Unión y Juventud (Bandera) |
| 2 de febrero | Villa Ocampo | Huracán (Villa Ocampo)     | 2:1       | Racing El Campesino        |
| 9 de febrero | Villa Ocampo | Racing El Campesino        | 1:4       | Unión y Juventud (Bandera) |
| 9 de febrero | Malabrigo    | Juventud (Malabrigo)       | 3:2       | Huracán (Villa Ocampo)     |

### Zona 3
| Equipo                    | Pts. | PJ | PG | PE | PP | GF | GC | DG |
| ------------------------- | ---- | -- | -- | -- | -- | -- | -- | -- |
| Atlético Tostado          | 7    | 3  | 2  | 1  | 0  | 4  | 1  | 3  |
| San Lorenzo de Ambrosetti | 6    | 3  | 2  | 0  | 1  | 9  | 6  | 3  |
| Calchaquí FC              | 4    | 3  | 1  | 1  | 1  | 4  | 6  | -2 |
| Carlos Gardel (Calchaquí) | 0    | 3  | 0  | 0  | 3  | 3  | 7  | -4 |

| \| Fecha \| Lugar \| Local \| Resultado \| Visitante \| \| ------------ \| ---------- \| ------------------------- \| --------- \| ------------------------- \| \| 26 de enero \| Tostado \| Atlético Tostado \| 2:0 \| Carlos Gardel (Calchaquí) \| \| 26 de enero \| Calchaquí \| Calchaquí FC \| 2:5 \| San Lorenzo de Ambrosetti \| \| 2 de febrero \| Calchaquí \| Carlos Gardel (Calchaquí) \| 0:1 \| Calchaquí FC \| \| 2 de febrero \| Ambrosetti \| San Lorenzo de Ambrosetti \| 0:1 \| Atlético Tostado \| \| 9 de febrero \| Tostado \| Atlético Tostado \| 1:1 \| Calchaquí FC \| \| 9 de febrero \| Calchaquí \| Carlos Gardel (Calchaquí) \| 3:4 \| San Lorenzo de Ambrosetti \| |            |                           |           |                           |
| Fecha | Lugar      | Local                     | Resultado | Visitante                 |
| 26 de enero | Tostado    | Atlético Tostado          | 2:0       | Carlos Gardel (Calchaquí) |
| 26 de enero | Calchaquí  | Calchaquí FC              | 2:5       | San Lorenzo de Ambrosetti |
| 2 de febrero | Calchaquí  | Carlos Gardel (Calchaquí) | 0:1       | Calchaquí FC              |
| 2 de febrero | Ambrosetti | San Lorenzo de Ambrosetti | 0:1       | Atlético Tostado          |
| 9 de febrero | Tostado    | Atlético Tostado          | 1:1       | Calchaquí FC              |
| 9 de febrero | Calchaquí  | Carlos Gardel (Calchaquí) | 3:4       | San Lorenzo de Ambrosetti |

### Zona 4
| Equipo                    | Pts. | PJ | PG | PE | PP | GF | GC | DG |
| ------------------------- | ---- | -- | -- | -- | -- | -- | -- | -- |
| Domingo F. Sarmiento      | 7    | 3  | 2  | 1  | 0  | 6  | 4  | 2  |
| Sportivo Roca (Pte. Roca) | 4    | 3  | 1  | 1  | 1  | 9  | 5  | 4  |
| Ben Hur                   | 4    | 3  | 1  | 1  | 1  | 7  | 4  | 3  |
| Polideportivo Videla      | 1    | 3  | 0  | 1  | 2  | 1  | 10 | -9 |

| \| Fecha \| Lugar \| Local \| Resultado \| Visitante \| \| ------------ \| --------------- \| ------------------------- \| --------- \| ------------------------- \| \| 26 de enero \| Presidente Roca \| Sportivo Roca (Pte. Roca) \| 2:3 \| Domingo F. Sarmiento \| \| 23 de enero \| Videla \| Polideportivo Videla \| 0:4 \| Ben Hur \| \| 2 de febrero \| Sarmiento \| Domingo F. Sarmiento \| 1:1 \| Polideportivo Videla \| \| 30 de enero \| Rafaela \| Ben Hur \| 2:2 \| Sportivo Roca (Pte. Roca) \| \| 9 de febrero \| Presidente Roca \| Sportivo Roca (Pte. Roca) \| 5:0 \| Polideportivo Videla \| \| 6 de febrero \| Sarmiento \| Domingo F. Sarmiento \| 2:1 \| Ben Hur \| |                 |                           |           |                           |
| Fecha | Lugar           | Local                     | Resultado | Visitante                 |
| 26 de enero | Presidente Roca | Sportivo Roca (Pte. Roca) | 2:3       | Domingo F. Sarmiento      |
| 23 de enero | Videla          | Polideportivo Videla      | 0:4       | Ben Hur                   |
| 2 de febrero | Sarmiento       | Domingo F. Sarmiento      | 1:1       | Polideportivo Videla      |
| 30 de enero | Rafaela         | Ben Hur                   | 2:2       | Sportivo Roca (Pte. Roca) |
| 9 de febrero | Presidente Roca | Sportivo Roca (Pte. Roca) | 5:0       | Polideportivo Videla      |
| 6 de febrero | Sarmiento       | Domingo F. Sarmiento      | 2:1       | Ben Hur                   |

### Zona 5
| Equipo              | Pts. | PJ | PG | PE | PP | GF | GC | DG |
| ------------------- | ---- | -- | -- | -- | -- | -- | -- | -- |
| Náutico El Quillá   | 9    | 3  | 3  | 0  | 0  | 7  | 4  | 3  |
| La Salle Jobson     | 6    | 3  | 2  | 0  | 1  | 3  | 2  | 1  |
| Unión Progresista   | 3    | 3  | 1  | 0  | 2  | 5  | 4  | 1  |
| La Pepita (Coronda) | 0    | 3  | 0  | 0  | 3  | 1  | 6  | -5 |

| \| Fecha \| Lugar \| Local \| Resultado \| Visitante \| \| ------------ \| -------------- \| ------------------- \| --------- \| ------------------- \| \| 26 de enero \| Santa Fe \| La Salle Jobson \| 1:0 \| La Pepita (Coronda) \| \| 26 de enero \| San Carlos Sud \| Unión Progresista \| 2:3 \| Náutico El Quillá \| \| 1 de febrero \| Coronda \| La Pepita (Coronda) \| 0:3 \| Unión Progresista \| \| 1 de febrero \| Santa Fe \| Náutico El Quillá \| 2:1 \| La Salle Jobson \| \| 9 de febrero \| Santa Fe \| La Salle Jobson \| 1:0 \| Unión Progresista \| \| 9 de febrero \| Coronda \| La Pepita (Coronda) \| 1:2 \| Náutico El Quillá \| |                |                     |           |                     |
| Fecha | Lugar          | Local               | Resultado | Visitante           |
| 26 de enero | Santa Fe       | La Salle Jobson     | 1:0       | La Pepita (Coronda) |
| 26 de enero | San Carlos Sud | Unión Progresista   | 2:3       | Náutico El Quillá   |
| 1 de febrero | Coronda        | La Pepita (Coronda) | 0:3       | Unión Progresista   |
| 1 de febrero | Santa Fe       | Náutico El Quillá   | 2:1       | La Salle Jobson     |
| 9 de febrero | Santa Fe       | La Salle Jobson     | 1:0       | Unión Progresista   |
| 9 de febrero | Coronda        | La Pepita (Coronda) | 1:2       | Náutico El Quillá   |

### Zona 6
| Equipo                      | Pts. | PJ | PG | PE | PP | GF | GC | DG |
| --------------------------- | ---- | -- | -- | -- | -- | -- | -- | -- |
| Deportivo Josefina          | 7    | 3  | 2  | 1  | 0  | 4  | 2  | 2  |
| Argentino Quilmes (Rafaela) | 6    | 3  | 2  | 0  | 1  | 5  | 2  | 3  |
| Granaderos (Castelar)       | 3    | 3  | 1  | 0  | 2  | 2  | 3  | -1 |
| Barrio Oeste (Gálvez)       | 1    | 3  | 0  | 1  | 2  | 1  | 5  | -4 |

| \| Fecha \| Lugar \| Local \| Resultado \| Visitante \| \| ------------ \| -------- \| --------------------------- \| --------- \| --------------------------- \| \| 26 de enero \| Josefina \| Deportivo Josefina \| 1:0 \| Granaderos (Castelar) \| \| 26 de enero \| Gálvez \| Barrio Oeste (Gálvez) \| 0:2 \| Argentino Quilmes (Rafaela) \| \| 2 de febrero \| Castelar \| Granaderos (Castelar) \| 2:0 \| Barrio Oeste (Gálvez) \| \| 2 de febrero \| Rafaela \| Argentino Quilmes (Rafaela) \| 1:2 \| Deportivo Josefina \| \| 9 de febrero \| Josefina \| Deportivo Josefina \| 1:1 \| Barrio Oeste (Gálvez) \| \| 9 de febrero \| Castelar \| Granaderos (Castelar) \| 0:2 \| Argentino Quilmes (Rafaela) \| |          |                             |           |                             |
| Fecha | Lugar    | Local                       | Resultado | Visitante                   |
| 26 de enero | Josefina | Deportivo Josefina          | 1:0       | Granaderos (Castelar)       |
| 26 de enero | Gálvez   | Barrio Oeste (Gálvez)       | 0:2       | Argentino Quilmes (Rafaela) |
| 2 de febrero | Castelar | Granaderos (Castelar)       | 2:0       | Barrio Oeste (Gálvez)       |
| 2 de febrero | Rafaela  | Argentino Quilmes (Rafaela) | 1:2       | Deportivo Josefina          |
| 9 de febrero | Josefina | Deportivo Josefina          | 1:1       | Barrio Oeste (Gálvez)       |
| 9 de febrero | Castelar | Granaderos (Castelar)       | 0:2       | Argentino Quilmes (Rafaela) |

### Zona 7
| Equipo                              | Pts. | PJ | PG | PE | PP | GF | GC | DG |
| ----------------------------------- | ---- | -- | -- | -- | -- | -- | -- | -- |
| Centenario (San José de la Esquina) | 7    | 3  | 2  | 1  | 0  | 4  | 1  | 3  |
| Belgrano (Serodino)                 | 4    | 3  | 1  | 1  | 1  | 3  | 4  | -1 |
| Atlético Susanense                  | 3    | 3  | 1  | 0  | 2  | 4  | 5  | -1 |
| El Expreso (El Trébol)              | 2    | 3  | 0  | 2  | 1  | 4  | 5  | -1 |

| \| Fecha \| Lugar \| Local \| Resultado \| Visitante \| \| ------------ \| ------------ \| ------------------------- \| --------- \| ------------------------- \| \| 26 de enero \| María Susana \| Atlético Susanense \| 1:2 \| Belgrano (Serodino) \| \| 26 de enero \| S.J. Esquina \| Centenario (S.J. Esquina) \| 1:1 \| El Expreso (El Trébol) \| \| 2 de febrero \| Serodino \| Belgrano (Serodino) \| 0:2 \| Centenario (S.J. Esquina) \| \| 31 de enero \| El Trébol \| El Expreso (El Trébol) \| 2:3 \| Atlético Susanense \| \| 7 de febrero \| María Susana \| Atlético Susanense \| 0:1 \| Centenario (S.J. Esquina) \| \| 7 de febrero \| Serodino \| Belgrano (Serodino) \| 1:1 \| El Expreso (El Trébol) \| |              |                           |           |                           |
| Fecha | Lugar        | Local                     | Resultado | Visitante                 |
| 26 de enero | María Susana | Atlético Susanense        | 1:2       | Belgrano (Serodino)       |
| 26 de enero | S.J. Esquina | Centenario (S.J. Esquina) | 1:1       | El Expreso (El Trébol)    |
| 2 de febrero | Serodino     | Belgrano (Serodino)       | 0:2       | Centenario (S.J. Esquina) |
| 31 de enero | El Trébol    | El Expreso (El Trébol)    | 2:3       | Atlético Susanense        |
| 7 de febrero | María Susana | Atlético Susanense        | 0:1       | Centenario (S.J. Esquina) |
| 7 de febrero | Serodino     | Belgrano (Serodino)       | 1:1       | El Expreso (El Trébol)    |

### Zona 8
| Equipo                  | Pts. | PJ | PG | PE | PP | GF | GC | DG |
| ----------------------- | ---- | -- | -- | -- | -- | -- | -- | -- |
| Alba Argentina (Maciel) | 9    | 3  | 3  | 0  | 0  | 10 | 1  | 9  |
| Colón (San Lorenzo)     | 4    | 3  | 1  | 1  | 1  | 3  | 3  | 0  |
| Hughes FBC              | 2    | 3  | 0  | 2  | 1  | 1  | 3  | -2 |
| Sporting (Bigand)       | 1    | 3  | 0  | 1  | 2  | 0  | 7  | -7 |

| \| Fecha \| Lugar \| Local \| Resultado \| Visitante \| \| ------------ \| ----------- \| ----------------------- \| --------- \| ----------------------- \| \| 26 de enero \| San Lorenzo \| Colón (San Lorenzo) \| 1:1 \| Hughes FBC \| \| 26 de enero \| Maciel \| Alba Argentina (Maciel) \| 6:0 \| Sporting (Bigand) \| \| 1 de febrero \| Hughes \| Hughes FBC \| 0:2 \| Alba Argentina (Maciel) \| \| 2 de febrero \| Bigand \| Sporting (Bigand) \| 0:1 \| Colón (San Lorenzo) \| \| 9 de febrero \| San Lorenzo \| Colón (San Lorenzo) \| 1:2 \| Alba Argentina (Maciel) \| \| 9 de febrero \| Hughes \| Hughes FBC \| 0:0 \| Sporting (Bigand) \| |             |                         |           |                         |
| Fecha | Lugar       | Local                   | Resultado | Visitante               |
| 26 de enero | San Lorenzo | Colón (San Lorenzo)     | 1:1       | Hughes FBC              |
| 26 de enero | Maciel      | Alba Argentina (Maciel) | 6:0       | Sporting (Bigand)       |
| 1 de febrero | Hughes      | Hughes FBC              | 0:2       | Alba Argentina (Maciel) |
| 2 de febrero | Bigand      | Sporting (Bigand)       | 0:1       | Colón (San Lorenzo)     |
| 9 de febrero | San Lorenzo | Colón (San Lorenzo)     | 1:2       | Alba Argentina (Maciel) |
| 9 de febrero | Hughes      | Hughes FBC              | 0:0       | Sporting (Bigand)       |

### Zona 9
| Equipo                     | Pts. | PJ | PG | PE | PP | GF | GC | DG |
| -------------------------- | ---- | -- | -- | -- | -- | -- | -- | -- |
| Racing (Teodelina)         | 9    | 3  | 3  | 0  | 0  | 7  | 2  | 5  |
| CSDM Chañarense            | 6    | 3  | 2  | 0  | 1  | 9  | 1  | 8  |
| Centenario (Venado Tuerto) | 3    | 3  | 1  | 0  | 2  | 4  | 8  | -4 |
| Fredriksson FBC            | 0    | 3  | 0  | 0  | 3  | 3  | 12 | -9 |

| \| Fecha \| Lugar \| Local \| Resultado \| Visitante \| \| ------------ \| -------------- \| -------------------------- \| --------- \| -------------------------- \| \| 26 de enero \| Teodelina \| Racing (Teodelina) \| 1:0 \| CSDM Chañarense \| \| 24 de enero \| Firmat \| Fredriksson FBC \| 2:3 \| Centenario (Venado Tuerto) \| \| 2 de febrero \| Chañar Ladeado \| CSDM Chañarense \| 6:0 \| Fredriksson FBC \| \| 31 de enero \| Venado Tuerto \| Centenario (Venado Tuerto) \| 1:3 \| Racing (Teodelina) \| \| 6 de febrero \| Teodelina \| Racing (Teodelina) \| 3:1 \| Fredriksson FBC \| \| 7 de febrero \| Chañar Ladeado \| CSDM Chañarense \| 3:0 \| Centenario (Venado Tuerto) \| |                |                            |           |                            |
| Fecha | Lugar          | Local                      | Resultado | Visitante                  |
| 26 de enero | Teodelina      | Racing (Teodelina)         | 1:0       | CSDM Chañarense            |
| 24 de enero | Firmat         | Fredriksson FBC            | 2:3       | Centenario (Venado Tuerto) |
| 2 de febrero | Chañar Ladeado | CSDM Chañarense            | 6:0       | Fredriksson FBC            |
| 31 de enero | Venado Tuerto  | Centenario (Venado Tuerto) | 1:3       | Racing (Teodelina)         |
| 6 de febrero | Teodelina      | Racing (Teodelina)         | 3:1       | Fredriksson FBC            |
| 7 de febrero | Chañar Ladeado | CSDM Chañarense            | 3:0       | Centenario (Venado Tuerto) |

### Zona 10
| Equipo                           | Pts. | PJ | PG | PE | PP | GF | GC | DG |
| -------------------------------- | ---- | -- | -- | -- | -- | -- | -- | -- |
| Argentino (San Carlos)           | 7    | 3  | 2  | 1  | 0  | 8  | 2  | 6  |
| Universidad Nacional del Litoral | 7    | 3  | 2  | 1  | 0  | 5  | 2  | 3  |
| Juventud Unida (Candioti)        | 3    | 3  | 1  | 0  | 2  | 2  | 7  | -5 |
| Sportivo del Norte               | 0    | 3  | 0  | 0  | 3  | 1  | 5  | -4 |

| \| Fecha \| Lugar \| Local \| Resultado \| Visitante \| \| ------------ \| ----------------- \| -------------------------------- \| --------- \| -------------------------------- \| \| 26 de enero \| San Carlos Centro \| Argentino (San Carlos) \| 1:1 \| Universidad Nacional del Litoral \| \| 26 de enero \| Candioti \| Juventud Unida (Candioti) \| 1:0 \| Sportivo del Norte \| \| 1 de febrero \| Santa Fe \| Universidad Nacional del Litoral \| 2:1 \| Juventud Unida (Candioti) \| \| 2 de febrero \| Esperanza \| Sportivo del Norte \| 1:2 \| Argentino (San Carlos) \| \| 9 de febrero \| San Carlos Centro \| Argentino (San Carlos) \| 5:0 \| Juventud Unida (Candioti) \| \| 9 de febrero \| Santa Fe \| Universidad Nacional del Litoral \| 2:0 \| Sportivo del Norte \| |                   |                                  |           |                                  |
| Fecha | Lugar             | Local                            | Resultado | Visitante                        |
| 26 de enero | San Carlos Centro | Argentino (San Carlos)           | 1:1       | Universidad Nacional del Litoral |
| 26 de enero | Candioti          | Juventud Unida (Candioti)        | 1:0       | Sportivo del Norte               |
| 1 de febrero | Santa Fe          | Universidad Nacional del Litoral | 2:1       | Juventud Unida (Candioti)        |
| 2 de febrero | Esperanza         | Sportivo del Norte               | 1:2       | Argentino (San Carlos)           |
| 9 de febrero | San Carlos Centro | Argentino (San Carlos)           | 5:0       | Juventud Unida (Candioti)        |
| 9 de febrero | Santa Fe          | Universidad Nacional del Litoral | 2:0       | Sportivo del Norte               |

### Mejores segundos
Entre los equipos que finalizaron en el segundo lugar de sus respectivos grupos, los seis mejores avanzaron a la fase final.
| Selección                        | Zona | Pts. | PJ | PG | PE | PP | GF | GC | Dif. |
| -------------------------------- | ---- | ---- | -- | -- | -- | -- | -- | -- | ---- |
| Universidad Nacional del Litoral | 10   | 7    | 3  | 2  | 1  | 0  | 5  | 2  | 3    |
| CSDM Chañarense                  | 9    | 6    | 3  | 2  | 0  | 1  | 9  | 1  | 8    |
| San Lorenzo de Ambrosetti        | 3    | 6    | 3  | 2  | 0  | 1  | 9  | 6  | 3    |
| Argentino Quilmes (Rafaela)      | 6    | 6    | 3  | 2  | 0  | 1  | 5  | 2  | 3    |
| Unión y Juventud (Bandera)       | 2    | 6    | 3  | 2  | 0  | 1  | 6  | 5  | 1    |
| La Salle Jobson                  | 5    | 6    | 3  | 2  | 0  | 1  | 3  | 2  | 1    |
| Sportivo Roca (Pte. Roca)        | 4    | 4    | 3  | 1  | 1  | 1  | 9  | 5  | 4    |
| Adelante Reconquista             | 1    | 4    | 3  | 1  | 1  | 1  | 9  | 6  | 3    |
| Colón (San Lorenzo)              | 8    | 4    | 3  | 1  | 1  | 1  | 3  | 3  | 0    |
| Belgrano (Serodino)              | 7    | 4    | 3  | 1  | 1  | 1  | 3  | 4  | -1   |

## Fase final

### Cuadro de desarrollo
|  | Octavos de final          | Octavos de final    | Octavos de final          | Octavos de final    |   |                           | Cuartos de final | Cuartos de final | Cuartos de final | Cuartos de final |  |                  | Semifinales      | Semifinales      | Semifinales      | Semifinales      |  |                  | Final                    | Final                    | Final                    | Final                    |  |
|  | 15 al 23 de febrero       | 15 al 23 de febrero | 15 al 23 de febrero       | 15 al 23 de febrero |   |                           | 1 al 9 de marzo  | 1 al 9 de marzo  | 1 al 9 de marzo  | 1 al 9 de marzo  |  |                  | 16 y 23 de marzo | 16 y 23 de marzo | 16 y 23 de marzo | 16 y 23 de marzo |  |                  | 30 de marzo y 6 de abril | 30 de marzo y 6 de abril | 30 de marzo y 6 de abril | 30 de marzo y 6 de abril |  |
|  |                           |                     |                           |                     |   |                           |                  |                  |                  |                  |  |                  |                  |                  |                  |                  |  |                  |                          |                          |                          |                          |  |
|  |                           |                     |                           |                     |   |                           |                  |                  |                  |                  |  |                  |                  |                  |                  |                  |  |                  |                          |                          |                          |                          |  |
|  | Juventud (Malabrigo)      | 2                   | 1                         | 3                   |   |                           |                  |                  |                  |                  |  |                  |                  |                  |                  |                  |  |                  |                          |                          |                          |                          |  |
|  | Juventud (Malabrigo)      | 2                   | 1                         | 3                   |   |                           |                  |                  |                  |                  |  |                  |                  |                  |                  |                  |  |                  |                          |                          |                          |                          |  |
|  | Ex Alumnos (SAO)          | 2                   | 2                         | 4                   |   |                           |                  |                  |                  |                  |  |                  |                  |                  |                  |                  |  |                  |                          |                          |                          |                          |  |
|  | Ex Alumnos (SAO)          | 2                   | 2                         | 4                   |   | Ex Alumnos (SAO)          | 2                | 0                | 2 (3)            |                  |  |                  |                  |                  |                  |                  |  |                  |                          |                          |                          |                          |  |
|  |                           |                     |                           |                     |   | Ex Alumnos (SAO)          | 2                | 0                | 2 (3)            |                  |  |                  |                  |                  |                  |                  |  |                  |                          |                          |                          |                          |  |
|  |                           |                     | Atlético Tostado (p.)     | 2                   | 0 | 2 (4)                     |                  |                  |                  |                  |  |                  |                  |                  |                  |                  |  |                  |                          |                          |                          |                          |  |
|  | Atlético Tostado          | 0                   | Atlético Tostado (p.)     | 2                   | 0 | 2 (4)                     | 2                | 2                |                  |                  |  |                  |                  |                  |                  |                  |  |                  |                          |                          |                          |                          |  |
|  | Atlético Tostado          | 0                   |                           |                     |   |                           |                  |                  |                  |                  |  |                  |                  |                  |                  |                  |  |                  |                          |                          |                          |                          |  |
|  | Unión y Juventud (B)      | 0                   | 1                         | 1                   |   |                           |                  |                  |                  |                  |  |                  |                  |                  |                  |                  |  |                  |                          |                          |                          |                          |  |
|  | Unión y Juventud (B)      | 0                   | 1                         | 1                   |   |                           |                  |                  |                  |                  |  | Atlético Tostado | 2                | 1                | 3                |                  |  |                  |                          |                          |                          |                          |  |
|  |                           |                     |                           |                     |   |                           |                  |                  |                  |                  |  | Atlético Tostado | 2                | 1                | 3                |                  |  |                  |                          |                          |                          |                          |  |
|  |                           |                     | San Lorenzo de Ambrosetti | 0                   | 0 | 0                         |                  |                  |                  |                  |  |                  |                  |                  |                  |                  |  |                  |                          |                          |                          |                          |  |
|  | Domingo F. Sarmiento      | 0                   | San Lorenzo de Ambrosetti | 0                   | 0 | 0                         | 1                | 1                |                  |                  |  |                  |                  |                  |                  |                  |  |                  |                          |                          |                          |                          |  |
|  | Domingo F. Sarmiento      | 0                   |                           |                     |   |                           |                  |                  |                  |                  |  |                  |                  |                  |                  |                  |  |                  |                          |                          |                          |                          |  |
|  | San Lorenzo de Ambrosetti | 2                   | 0                         | 2                   |   |                           |                  |                  |                  |                  |  |                  |                  |                  |                  |                  |  |                  |                          |                          |                          |                          |  |
|  | San Lorenzo de Ambrosetti | 2                   | 0                         | 2                   |   | San Lorenzo de Ambrosetti | 1                | 2                | 3                |                  |  |                  |                  |                  |                  |                  |  |                  |                          |                          |                          |                          |  |
|  |                           |                     |                           |                     |   | San Lorenzo de Ambrosetti | 1                | 2                | 3                |                  |  |                  |                  |                  |                  |                  |  |                  |                          |                          |                          |                          |  |
|  |                           |                     | Argentino Quilmes (R)     | 0                   | 2 | 2                         |                  |                  |                  |                  |  |                  |                  |                  |                  |                  |  |                  |                          |                          |                          |                          |  |
|  | Argentino (SC)            | 2                   | Argentino Quilmes (R)     | 0                   | 2 | 2                         | 1                | 3                |                  |                  |  |                  |                  |                  |                  |                  |  |                  |                          |                          |                          |                          |  |
|  | Argentino (SC)            | 2                   |                           |                     |   |                           |                  |                  |                  |                  |  |                  |                  |                  |                  |                  |  |                  |                          |                          |                          |                          |  |
|  | Argentino Quilmes (R)     | 3                   | 2                         | 5                   |   |                           |                  |                  |                  |                  |  |                  |                  |                  |                  |                  |  |                  |                          |                          |                          |                          |  |
|  | Argentino Quilmes (R)     | 3                   | 2                         | 5                   |   |                           |                  |                  |                  |                  |  |                  |                  |                  |                  |                  |  | Atlético Tostado | 1                        | 1                        | 2                        |                          |  |
|  |                           |                     |                           |                     |   |                           |                  |                  |                  |                  |  |                  |                  |                  |                  |                  |  | Atlético Tostado | 1                        | 1                        | 2                        |                          |  |
|  |                           |                     | Centenario (SJE)          | 1                   | 4 | 5                         |                  |                  |                  |                  |  |                  |                  |                  |                  |                  |  |                  |                          |                          |                          |                          |  |
|  | Deportivo Josefina        | 1                   | Centenario (SJE)          | 1                   | 4 | 5                         | 1                | 2                |                  |                  |  |                  |                  |                  |                  |                  |  |                  |                          |                          |                          |                          |  |
|  | Deportivo Josefina        | 1                   |                           |                     |   |                           |                  |                  |                  |                  |  |                  |                  |                  |                  |                  |  |                  |                          |                          |                          |                          |  |
|  | La Salle Jobson           | 6                   | 3                         | 9                   |   |                           |                  |                  |                  |                  |  |                  |                  |                  |                  |                  |  |                  |                          |                          |                          |                          |  |
|  | La Salle Jobson           | 6                   | 3                         | 9                   |   | Náutico El Quillá         | 1                | 2                | 3                |                  |  |                  |                  |                  |                  |                  |  |                  |                          |                          |                          |                          |  |
|  |                           |                     |                           |                     |   | Náutico El Quillá         | 1                | 2                | 3                |                  |  |                  |                  |                  |                  |                  |  |                  |                          |                          |                          |                          |  |
|  |                           |                     | La Salle Jobson           | 3                   | 1 | 4                         |                  |                  |                  |                  |  |                  |                  |                  |                  |                  |  |                  |                          |                          |                          |                          |  |
|  | Náutico El Quillá         | 1                   | La Salle Jobson           | 3                   | 1 | 4                         | 2                | 3                |                  |                  |  |                  |                  |                  |                  |                  |  |                  |                          |                          |                          |                          |  |
|  | Náutico El Quillá         | 1                   |                           |                     |   |                           |                  |                  |                  |                  |  |                  |                  |                  |                  |                  |  |                  |                          |                          |                          |                          |  |
|  | UNL                       | 1                   | 0                         | 1                   |   |                           |                  |                  |                  |                  |  |                  |                  |                  |                  |                  |  |                  |                          |                          |                          |                          |  |
|  | UNL                       | 1                   | 0                         | 1                   |   |                           |                  |                  |                  |                  |  | Centenario (SJE) | 3                | 0                | 3                |                  |  |                  |                          |                          |                          |                          |  |
|  |                           |                     |                           |                     |   |                           |                  |                  |                  |                  |  | Centenario (SJE) | 3                | 0                | 3                |                  |  |                  |                          |                          |                          |                          |  |
|  |                           |                     | La Salle Jobson           | 0                   | 2 | 2                         |                  |                  |                  |                  |  |                  |                  |                  |                  |                  |  |                  |                          |                          |                          |                          |  |
|  | Alba Argentina (M)        | 1                   | La Salle Jobson           | 0                   | 2 | 2                         | 2                | 3                |                  |                  |  |                  |                  |                  |                  |                  |  |                  |                          |                          |                          |                          |  |
|  | Alba Argentina (M)        | 1                   |                           |                     |   |                           |                  |                  |                  |                  |  |                  |                  |                  |                  |                  |  |                  |                          |                          |                          |                          |  |
|  | CSDM Chañarense           | 1                   | 3                         | 4                   |   |                           |                  |                  |                  |                  |  |                  |                  |                  |                  |                  |  |                  |                          |                          |                          |                          |  |
|  | CSDM Chañarense           | 1                   | 3                         | 4                   |   | Centenario (SJE)          | 4                | 1                | 5                |                  |  |                  |                  |                  |                  |                  |  |                  |                          |                          |                          |                          |  |
|  |                           |                     |                           |                     |   | Centenario (SJE)          | 4                | 1                | 5                |                  |  |                  |                  |                  |                  |                  |  |                  |                          |                          |                          |                          |  |
|  |                           |                     | CSDM Chañarense           | 2                   | 0 | 2                         |                  |                  |                  |                  |  |                  |                  |                  |                  |                  |  |                  |                          |                          |                          |                          |  |
|  | Racing (Teodelina)        | 2                   | CSDM Chañarense           | 2                   | 0 | 2                         | 1                | 3 (2)            |                  |                  |  |                  |                  |                  |                  |                  |  |                  |                          |                          |                          |                          |  |
|  | Racing (Teodelina)        | 2                   |                           |                     |   |                           |                  |                  |                  |                  |  |                  |                  |                  |                  |                  |  |                  |                          |                          |                          |                          |  |
|  | Centenario (SJE) (p.)     | 2                   | 1                         | 3 (4)               |   |                           |                  |                  |                  |                  |  |                  |                  |                  |                  |                  |  |                  |                          |                          |                          |                          |  |
|  | Centenario (SJE) (p.)     | 2                   | 1                         | 3 (4)               |   |                           |                  |                  |                  |                  |  |                  |                  |                  |                  |                  |  |                  |                          |                          |                          |                          |  |
|  |                           |                     |                           |                     |   |                           |                  |                  |                  |                  |  |                  |                  |                  |                  |                  |  |                  |                          |                          |                          |                          |  |

- Nota: En cada llave, el equipo que ocupa la primera línea es el que define la serie como local.

### Octavos de final
| Fechas             | Local en la ida                  | Global       | Local en la vuelta      | Ida | Vuelta |
| ------------------ | -------------------------------- | ------------ | ----------------------- | --- | ------ |
| 16 y 23 de febrero | Ex Alumnos (S.A. de Obligado)    | 4:3          | Juventud (Malabrigo)    | 2:2 | 2:1    |
| 16 y 23 de febrero | Unión y Juventud (Bandera)       | 1:2          | Atlético Tostado        | 0:0 | 1:2    |
| 16 y 23 de febrero | San Lorenzo de Ambrosetti        | 2:1          | Domingo F. Sarmiento    | 2:0 | 0:1    |
| 16 y 23 de febrero | Argentino Quilmes (Rafaela)      | 5:3          | Argentino (San Carlos)  | 3:2 | 2:1    |
| 15 y 23 de febrero | La Salle Jobson                  | 9:2          | Deportivo Josefina      | 6:1 | 3:1    |
| 15 y 23 de febrero | Universidad Nacional del Litoral | 1:3          | Náutico El Quillá       | 1:1 | 0:2    |
| 16 y 23 de febrero | CSDM Chañarense                  | 4:3          | Alba Argentina (Maciel) | 1:1 | 3:2    |
| 16 y 23 de febrero | Centenario (S.J. Esquina)        | 3:3 (4:2 p.) | Racing (Teodelina)      | 2:2 | 1:1    |

### Cuartos de final
| Fechas         | Local en la ida             | Global       | Local en la vuelta            | Ida | Vuelta |
| -------------- | --------------------------- | ------------ | ----------------------------- | --- | ------ |
| 2 y 9 de marzo | Atlético Tostado            | 2:2 (4:3 p.) | Ex Alumnos (S.A. de Obligado) | 2:2 | 0:0    |
| 4 y 9 de marzo | Argentino Quilmes (Rafaela) | 2:3          | San Lorenzo de Ambrosetti     | 0:1 | 2:2    |
| 1 y 9 de marzo | La Salle Jobson             | 4:3          | Náutico El Quillá             | 3:1 | 1:2    |
| 5 y 9 de marzo | CSDM Chañarense             | 2:5          | Centenario (S.J. Esquina)     | 2:4 | 0:1    |

### Semifinales
| Fechas           | Local en la ida           | Global | Local en la vuelta        | Ida | Vuelta |
| ---------------- | ------------------------- | ------ | ------------------------- | --- | ------ |
| 16 y 23 de marzo | San Lorenzo de Ambrosetti | 0:3    | Atlético Tostado          | 0:2 | 0:1    |
| 16 y 23 de marzo | La Salle Jobson           | 2:3    | Centenario (S.J. Esquina) | 0:3 | 2:0    |

### Final
| Fechas                   | Local en la ida           | Global | Local en la vuelta | Ida | Vuelta |
| ------------------------ | ------------------------- | ------ | ------------------ | --- | ------ |
| 30 de marzo y 6 de abril | Centenario (S.J. Esquina) | 5:2    | Atlético Tostado   | 1:1 | 4:1    |

|                                                         |
|                                                         |
| Campeón Centenario (San José de la Esquina) 1.er título |